# 빌헬름 폰 레프 기사
빌헬름 리터 폰 레프(독일어: Wilhelm Ritter von Leeb, 1876년 9월 5일~1956년 4월 29일)는 독일의 육군 장교(1940년 육군 원수)이자, 제2차 세계대전 동안 북부 집단군 사령관이었다. 그의 동생으로 에밀 레프 포병대장이 있다.

## 초기
1895년 빌헬름 레프는 사관후보생으로서 바이에른 4 야전 포병 연대에 입대했다. 1895년 그는 소위로 진급하고 포병학교에 입학했다. 중국의 의화단 운동 때 레프는 독일 동방원정군 총사령관인 육군 원수 알프레트 폰 발더제 백작의 휘하에서 복무하였고 1903년에서 1907년 사이에 뮌헨의 전쟁 대학에서 우수한 성적을 받았다. 1905년에 그는 중위로 진급했다.
1907년부터 1909년까지 레프는 참모 장교로서 바이에른 참모본부에서 근무했다. 그 후에 1911년까지 베를린에 있는 프로이센 참모본부에 근무했다.
1912년부터 1914년 사이에 레프는 대위로 진급해서 바이에른 10 야전 포병 연대의 중대장으로 있었다. 제1차 세계대전이 시작되자 그는 뮌헨의 바이에른 1 군단의 참모 장교로 복무했다.

## 제1차 세계대전
제1차 세계 대전 중 바이에른 11 보병 사단 참모로서 여러 전선에서 종군했는데 아우구스트 폰 마켄젠 장군의 지휘하에서 골릿츠 타르노프를 돌파하고 플루제미슬 요새공략전, 발칸반도에서의 도나우 도하 작전 등에서 공적을 거두어 1916년에 막스 요제프 군사 훈장을 수상해 기사 작위를 하사받았다. 소령으로 승진한 후 1917년 3월부터 종전까지 서부전선에서 루프레히트 황태자의 참모로 근무하면서 병참부장으로 승진했다.

## 전간기
전후 바이마르 공화국의 육군에 남아 국방성 병무국 참사, 제 2, 7 군관구 참모를 역임하면서 1929년에 소장으로 승진한 레프는 1930년부터 7 군관구 사령관 및 7 사단장을 지냈다.
1933년에 히틀러 정권의 수립 후 나치스와 거리를 두면서도 거듭 승진하여 10월에 제 2 집단군 사령관으로 임명되어 다음 해에 포병대장이 되었다. 이 때, 방어전(Die Abwehr)이라는 책을 저술하여 레프는 방어전술의 일인자로 여겨지게 되었다.
1938년에 블롬베르크-프리치 위기이 일어나자 새로운 육군 총사령관으로 임명된 발터 폰 브라우히치는 히틀러의 지시로 레프를 상급대장으로 승진시킴과 동시에 전역시켰다. 그러나 7월에 주데덴 위기로 인해 다시 현역으로 복귀하여 12군 사령관으로 임명되어 주데텐 진주군으로 일했다. 하지만 주데덴 점령직후 다시 예비역으로 편입되었다.
그러나 유럽에서의 긴장이 높아지던 1939년 여름에 레프는 다시 현역으로 복귀해 프랑스 국경지대에 배치된 C 집단군의 사령관으로 임명되었다. 이때 레프는 게르트 폰 룬트슈테트에 이어 독일군의 최고참 군인이었다.

## 제2차 세계대전
제2차 세계대전 초기의 폴란드 침공전 당시 레프의 C 집단군은 서부전선의 연합군에 대해 숫적으론 열세였지만 연합군은 공격해오지 않았다.1940년 5월에 시작된 서방전격전에서 레프의 C집단군은 개전 후 처음으로 공세에 나서 마지노 선을 돌파했다. 프랑스가 항복한 후 7월 19일에 레프는 많은 장군들과 함께 원수반열에 올랐다. 독소전의 준비를 위해 레프는 이 해 가을에 프랑스에서 드레스덴으로 전환배치되어 1941년 초에 북부 집단군 사령관으로 임명되었다.
6월 22일에 발바로사 작전이 개시되자 레프의 북방군 집단은 발트 해 연안의 해안도시들을 공략하면서 레닌그라드로 진격했다.
그러나 겨울이 되자 북방군 집단은 지휘하의 장갑군단을 모스크바 공략을 위해 중앙군 집단으로 차출되면서 레닌그라드의 대대적인 공략은 불가능해져버렸다. 독실한 기독교 신자였던 레프는 당시 나치 독일에 의한 야만적인 학살과 히틀러의 전횡에 혐오감을 느껴 직접 히틀러에게 자신을 북방군 집단사령관에서 해임시켜달라고 건의서를 제출했다.
1942년 1월 16일에 레프는 사령관에서 해임되어 총통예비령에 의해 이후 다시는 군무를 보지 못했다. 나치스에 비판적이었지만 레프는 1941년 9월에 65세의 생일을 맞이하여 히틀러로부터 25만 라이히스마르크를 하사받았다. 1944년엔 바이에른에서 63만 8천 라이히스마르크에 구입한 장원도 하사받았다. 1944년 7월의 히틀러 암살미수사건의 직후 레프는 다른 많은 장군들처럼 보신을 위해 히틀러에게 충성서약을 하기도 했다.

## 전후
독일이 패망하면서 1945년 5월에 레프는 미군에게 포로가 되었다. 1948년에 열린 뉘른베르크 재판에서 레프는 징역 3년형을 선고받았지만 포로가 된 지 3년이 넘었었기에 곧바로 석방되었다. 레프에 대한 판결은 잘못된 증거서류에 의한 것이었지만 오늘날까지 고쳐지지 않고 있다.
레프는 1956년에 휘센에서 사망하기 전까지 막스 요제프 훈장의 수여자 단체의 대표로 일했다. 레프는 등산이 취미였기에 전문 산악안내인의 강습도 받았었다. 레프가 사망한 1년 후 고향이던 란츠베르크에서는 그의 이름을 딴 병영이 설치되어 독일 연방방위군의 8 산악 포병 연대 및 주독일 미국군이 사용하기도 했다. 동서 독일의 통일 후 독일군의 개편으로 1992년에 이 연대가 해체되면서 레프 병영도 폐기되어 란츠베르크 시로 이관되었다. 병영 터는 공업용지로 사용되었는데 현재는 주택단지가 되어있다.

## 참고 자료
- David Glantz, "The Battle for Leningrad", 1941-1944, Lawrence, KS, 2002.
- Kemp,Anthony (1990 reprint). German Commanders of World War II (#124 Men-At-Arms series). Osprey Pub., London.
- Mitcham, Samuel (2003). Hitler's Commanders.
- Pavlov,Dmitri V. Leningrad 1941: The Blockade. Translated by John Clinton Adams. Chicago: The University of Chicago Press, 1965

| 전임 보병대장 아돌프 리터 폰 루이트 | 제5대 제7사단 사단장 1930년 2월 1일 ~ 1933년 10월 1일 | 후임 (폐지) |

| 전임 (신설) | 제1대 C 집단군 최고지휘관 1939년 8월 26일 ~ 1941년 6월 21일 | 후임 항공야전원수 알베르트 케셀링 |

| 전임 야전원수 페도르 폰 보크 | 제2대 북부 집단군 최고지휘관 1941년 6월 20일 ~ 1942년 1월 16일 | 후임 야전원수 게오르크 폰 퀴흘러 |